# Банка (село, округ Пьештяны)
Банка (словац. Banka) — село в западной Словакии. Расположено на левом берегу реки Ваг у подножия горы Поважский Иновец в непосредственной близости от города Пьештяны на высоте 177 м над уровнем моря. Село впервые упоминается под названием «Баня» (1292). В 1973—1995 годах село Банка входило в состав Пьештян.

## История
Было заселено ещё в эпоху палеолита (находки на территории бывшего кирпичного завода), есть также массовые находки эпохи поздней бронзы, а также населённых пунктов римского периода и периода Великой Моравии. К селу относится замок Бана. Первое письменное упоминание о замке Бана восходит к 1241 году. Село упоминается в 1452 году как часть Тимотинского поместья. Входило в состав королевских владений, позже принадлежало нескольким семьям свободных землевладельцев. В конце 16 века вошло в состав Глоговецкого поместья. В 1599 году село было разорено турками. Жители занимались сельским хозяйством, обжигом извести и мела. Сначала Банка была автономным селом, к Пьештянам была присоединена 1 января 1973 года. Референдум об отделении села от Пьештян состоялся в мае 1994 года, село вновь стало автономным с 1 июля 1995 года.

## Описание
В селе проживает 2 147 человек. Благодаря близости Пьештянского курорта здесь находится относительно большое количество мест для проживания и ночлега (приблизительно 1/7 от общего числа). К селу относится лесопарк Красная башня и бассейн Слнява. Недалеко расположен горнолыжный склон «Привет», откуда открывается красивый вид на село Банка и курорт Пьештяны.
Недалеко от деревни, в нескольких минутах ходьбы (если идти через лесопарк «Красная башня»), расположена бывшая смотровая площадка Вакхус Вилла. С виллы открывается прекрасный вид на город Пьештяны и водохранилище Слнява. К другим известным достопримечательностям села относятся: «Гавран» — туристический маршрут (находится по пути из села Банка в село Радошина) и «Живописная гора» (Obrázková hora) — дачная область, в конце которой, если идти в сторону Гаврана, берёт своё начало ручей с питьевой водой, рядом имеются навесы и места для барбекю. Через лес, аллеи и холмы ведёт Бананская научная тропа.

## Население
| Год:                | 1994 | 2004 | 2014    | 2024    |
| ------------------- | ---- | ---- | ------- | ------- |
| Количество человек: | 0    | 2173 | 2123    | 2149    |
| Разница:            |      | –    | −2,30 % | +1,22 % |

## Памятники
Наиболее известным памятником является раннеготический римско-католический костёл святого Мартина, построенный в 13 веке, перестроенный в стиле ренессанс в 1600 году, в начале 17 века костёл укреплён, в 1931 году к нему пристроили новую церковь с башней на южной стороне старого здания. Недавно костёл был отреставрирован, был переделан фасад. В задней части костёла выложены сохранившиеся надгробные таблички в стиле ренессанс, также привлекают внимание входные ворота в стиле ренессанс, построенные в 17 веке. Перед костёлом находится грот святой Лурдес со статуей Девы Марии.
В селе в 1885 году установлена статуя святого Венделина, покровителя земледельцев, пастухов и защитника домашних животных.